# Вихрові струми

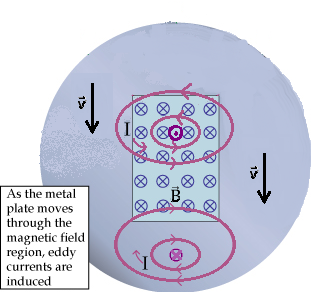
Механізм виникнення вихрових струмів у металевій шайбі.

Вихрові струми, струми Фуко названі на честь Леона Фуко — вихрові індукційні струми, які виникають у масивних провідниках при зміні магнітного потоку, який їх пронизує.
Вперше вихрові струми виявлені французьким ученим Франсуа Араго (1786—1853) в 1824 р. у мідному диску, розташованому на осі під магнітною стрілкою, яка оберталася. За рахунок вихрових струмів диск теж обертався. Це явище, назване явищем Араго, було пояснене декілька років по тому M. Фарадеєм з позицій відкритого ним закону електромагнітної індукції: магнітне поле, яке обертається, індукує у мідному диску струми (вихрові), які взаємодіють з магнітною стрілкою. Вихрові струми названі на честь французького фізика Фуко (1819—1868). Він відкрив явище нагрівання металічних тіл, які обертаються у магнітному полі, вихровими струмами.

## Потужність вихрових струмів
Струми Фуко виникають під дією змінного електромагнітного поля і за своєю фізичною природою нічим не відрізняються від індукційних струмів, що виникають у лінійних провідниках.
Оскільки електричний опір провідників малий, то сила струмів Фуко може досягати великих значень. Згідно з правилом Ленца вони вибирають у провіднику такий напрямок, щоб протистояти причині, яка їх викликає. Тому у сильному магнітному полі провідники, які рухаються, витримують сильне гальмування, яке пояснюється взаємодією струмів Фуко з магнітним полем. Цей ефект застосовується для демпфування рухливих частин гальванометрів, сейсмографів тощо.
Теплова дія струмів Фуко використовується в індукційних печах — у котушку, яка живиться від високочастотної батареї великої сили поміщають тіло-провідник, у якому виникають вихрові струми, які розігрівають його до плавлення.
У багатьох випадках струми Фуко небажані, шкідливі. Для боротьби з ними застосовують спеціальні заходи: наприклад, якоря трансформаторів набираються з тонких пластин. Поява феритів зробила можливим виготовлення цих провідників суцільними.
В англомовній літературі вживається виключно термін «вихрові струми» (англ. eddy currents), тоді як термін «струми Фуко» (англ. Foucault currents) практично невідомий.
За певних припущень (однорідний матеріал, однорідне магнітне поле, немає Скін-ефекту і т.д.) потужність втрат через вихрові струми на одиницю маси для тонкого листа або дроту, можна розрахувати за таким рівнянням:
{\displaystyle P={\frac {\pi ^{2}{B_{\text{p}}}^{2}d^{2}f^{2}}{6k\rho D}},}
де
- P — потужність втрат на одиницю маси (Вт/кг),
- Bp — пікове магнітне поле (T),
- d — товщина листа або діаметр дроту (м),
- f — частота намагнічення (Гц),
- k — константа що дорівнює 1 для тонкого листа і 2 для дроту,
- ρ — питомий опір матеріалу (Ом м), і
- D — густина матеріалу (кг/м3).

Це рівняння дійсне лише за так званих квазістатичних умов, де частота намагніченості не призводить до скін-ефекту; тобто електромагнітна хвиля повністю проникає в матеріал.